# برايان باتريك فلين
برايان باتريك فلين (بالإنجليزية: Brian Patrick Flynn)‏ هو مصمم ديكور ‏ أمريكي، ولد في 27 أبريل 1976.